# Памятник Фёдору Волкову
Памятник актёру Ф. Г. Волкову расположен в центре Ярославля, на площади имени Волкова, во Власьевском саду слева от здания Волковского театра.

## Описание
Фёдор Волков изображён в полный рост. Он одет в сценический костюм, взгляд его направлен на театр, руки сложены на груди. Волков словно любуется своим детищем и раздумывает о его судьбе.
Памятник, выполненный по проекту ярославцев В. Марова (архитектор) и А. Соловьёва (скульптор), был открыт 10 августа 1973 года.

## Дореволюционные проекты
Предложения об установке в Ярославле первого в России памятника актёру высказывались ещё в XIX веке, однако исполнению их мешало противодействие официальных лиц, которые не считали лицедеев достойными увековечивания в камне. К примеру, Леонид Николаевич Трефолев писал: 
Через три года (4-го апреля 1879 года) исполнится 150 лет со дня рождения отца русского театра — Фёдора Волкова. Как было бы хорошо, если бы к тому времени (оно еще не ушло), в виду Демидовского лицея, рядом с колонной Демидова, воздвигнули памятник с надписью: Волкову — благодарное потомство. Не надо особенно пышного монумента: самый скромный памятник все-таки лучше холодного забвения, лучше, чем людская неблагодарность.
В начале XX века об установке памятника Волкову хлопотал антрепренёр городского театра, учредивший фонд для сбора средств. Известно о благотворительном спектакле, который дал для этой цели московский Малый театр. В 1910 году, десять лет спустя после празднования в Ярославле 150-летия русского театра, был объявлен конкурс на создание памятника; в жюри были приглашены эксперты Императорской академии художеств, архитектор Е. А. Сабанеев. В музее Волковского театра хранятся две гипсовые модели — проекты памятника, получившие на конкурсе первую и вторую премии. 
К началу Первой мировой войны усилиями городской думы и Русского театрального общества на установку памятника удалось собрать свыше 18 000 рублей. Средства находились на счетах двух организаций - Ярославской городской управы и Ярославскоой губернской ученой архивной комиссии, которые долго препирались относительно облика памятника: каждая  соглашалась оплатить только воплощение устраивавшего её проекта. Пока шёл спор, страна вступила в войну с Германией, а потом начались революционные потрясения, и о памятнике забыли.

## Галерея
- Памятник Волкову на фоне театра Волкова
- Общий вид памятника
- Памятник среди цветов